# Maximiliano Rodríguez Vecino
Maximiliano Rodríguez Vecino (Minas, Uruguay, 6 de mayo de 1986) es un escritor uruguayo radicado en España.

## Biografía
Nació el 6 de mayo de 1986 en el barrio Estación de la ciudad de Minas (Uruguay).
En 2007 emigró a Las Palmas de Gran Canaria (Canarias, España). Fue alumno en talleres de escritura creativa y poesía impartidos por Antonio Arroyo Silva, Aquiles García Brito, Alexis Ravelo y Pedro Mairal. En 2016 se radica en Barcelona (Cataluña, España). Su primera novela, El último combatiente, fue editada en 2018. Su siguiente proyecto literario, Selva de hormigón y lagartos, fue galardonado con una de las becas en la 4.ª edición de "Becas de Escritura Montserrat Roig, 2020", otorgadas por el Instituto de Cultura de Barcelona, bajo el programa “Barcelona Ciudad de la Literatura UNESCO”.

## Obras

### Novelas
- El último combatiente, Serial Ediciones, 2018.
- Selva de hormigón y lagartos, Editorial Amarante, 2022.

## Premios y distinciones
- Premio Nacional de Narrativa “Narradores de la Banda Oriental” (2024), mención. [2]
- Beca de escritura Montserrat Roig (2020).